# Anna Gornostaj
Anna Marta Gornostaj (ur. 23 lutego 1960 w Warszawie) – polska aktorka teatralna i filmowa.
W 1982 ukończyła studia na PWST w Warszawie. 4 grudnia 1982 zadebiutowała w teatrze. Spełniła swoje marzenia, otwierając swój teatr, najpierw Towarzystwo Teatrum, a później Teatr „Capitol”, przy którym znajduje się także klub muzyczny. W 2013 wystąpiła na Świętokrzyskiej Gali Kabaretowej.

## Teatr
- Scena Faktu: Śmierć rotmistrza Pileckiego: 2006 – mecenas Alicja Pintarowa
- Teatr Narodowy w Warszawie: 1982–1983
- Teatr Ateneum w Warszawie: od 1983

## Filmografia
Źródło:
- 1983: Soból i panna (obsada aktorska)
- 1985: Żuraw i czapla jako narkomanka Mariola, była dziewczyna Marcina
- 1985: Dziewczęta z Nowolipek jako Irena, koleżanka Franki ze stancji
- 1985: C.K. Dezerterzy jako Mitzi
- 1985: …jestem przeciw jako Jolka
- 1986: Zmiennicy jako prostytutka Maria „Mariola” Grzybianka
- 1986: Wcześnie urodzony jako pielęgniarka Małgorzata Obrępalska
- 1986: Tulipan jako Marzena (odc. 3)
- 1986: Dwie wigilie jako Danka, partnerka Jacka
- 1987: Ucieczka z miejsc ukochanych jako Józia
- 1987: Rzeka kłamstwa jako Jadźka (odc. 6)
- 1988: Sposób na Piotrusia (obsada aktorska)
- 1988: Obywatel Piszczyk jako koleżanka Renaty
- 1988: Dekalog X jako pielęgniarka
- 1988: Czarodziej z Harlemu jako  hotdogistka-masażystka
- 1988–1990: W labiryncie jako Asia Błażyńska, koleżanka Krystyny Durajowej
- 1989: Porno jako Marta
- 1989: Po upadku. Sceny z życia nomenklatury jako recepcjonistka Halinka
- 1991: Obywatel świata jako Magda
- 1991: Podwójne życie Weroniki jako Weronika (głos)
- 1992: Enak jako Lucielle Spaak (głos)
- 1992: Czy ktoś mnie kocha w tym domu? jako Jasia, opiekunka Agnieszki
- 1992: Aby do świtu... jako sprzątaczka Tamara „Lady”
- 1993: Tylko strach jako barmanka Zosia
- 1994: Panna z mokrą głową jako Lena, żona Podkówki (odc. 5)
- 1994: Panna z mokrą głową jako żona Podkówki
- 1994: Oczy niebieskie jako druhna we śnie
- 1994–1995: Fitness Club jako klientka z Anina, adoratorka masażysty Rysia
- 1995: Sukces... jako Marylka, handlarka drobiem na bazarze (odc. 4)
- 1995: Młode wilki jako pani Krystyna, kasjerka w banku
- 1995: Daleko od siebie jako pani Ewa, sekretarka Marcina
- 1996: Bar Atlantic jako pielęgniarka Małgosia (odc. 10)
- 1997: Musisz żyć jako pielęgniarka
- 1997: Boża podszewka jako Isadora, służąca Lulewiczów
- 1997?: Klan jako Regina Bruśniak
- 1998: Złoto dezerterów jako Mitzi
- 1999: Badziewiakowie jako Jadwiga Kozłowska
- 2000: To ja, złodziej jako blondynka, właścicielka samochodu
- 2000: Na dobre i na złe jako Maria, żona Nowickiego (odc. 28)
- 2000: Kalipso jako rzeźniczka Mirabella
- 2001: Więzy krwi jako Sabina, nauczycielka
- 2001: Miodowe lata jako Ela (odc. 111)
- 2002: M jak miłość jako właścicielka wypożyczalni sukien ślubnych (odc. 74)
- 2002: Dzień świra jako kobieta kupująca „Kobietę” w kiosku
- 2002: As jako kuratorka sądowa (odc. 2)
- 2002?: Samo życie jako Stefania z Biłgoraja, najstarsza siostra Ireny Gawor, ciotka Kingi
- 2003: Psie serce jako kurator Lucyna
- 2003–2004: Męskie-żeńskie jako klientka
- 2003: Daleko od noszy jako Półpielcowa (odc. 7)
- 2004: Długi weekend jako kandydatka numer 2
- 2004: Cudownie ocalony jako Dendysowa
- 2004: Plebania jako Jadzia (odc. 452)
- 2004: Kryminalni jako Kalińska, kierowniczka akademika (odc. 6)
- 2004: Dziupla Cezara jako urzędniczka w biurze pracy (odc. 1)
- 2005: Pensjonat pod Różą jako Sylwia, siostra Łucji (odc. 60 i 61)
- 2005: Parę osób, mały czas jako Alina
- 2005: Niania jako matka Andżeliki (odc. 11)
- 2005: Na dobre i na złe jako matka Misi (odc. 237)
- 2005: Lawstorant jako sprzątaczka „Myszka”
- 2006: Wszyscy jesteśmy Chrystusami jako matka ucznia Miarczyńskiego
- 2006: U fryzjera jako Eugenia, żona Grzegorza
- 2006: Hela w opałach jako organizatorka wieczorków tanecznych „Znowu do wzięcia” (odc. 7)
- 2007: Mamuśki jako Rosińska, klientka matki Patrycji (odc. 17)
- od 2008: Barwy szczęścia jako Róża Cieślak, matka Władka
- 2009: Synowie jako redaktorka radia „Płotka”
- 2009: Siostry jako Grzelakowa (odc. 1)
- 2010: Hel jako Marta, była żona Piotra
- 2010: Prosta historia o miłości jako matka Marty
- 2011: Ojciec Mateusz jako Hanna Pawlica (odc. 93)
- 2014: Obywatel jako kobieta z Komitetu Tożsamości

## Polski dubbing
- 1983: Arabela – Arabela
- 1987: Odnaleziony skarb – Saffi / Sophie
- 1987: Asterix i niespodzianka dla Cezara (pierwsza wersja dubbingowa) – Falbala
- 1988: Piotr Wielki – Anna Mons
- 1989: Tylko Manhattan – India West
- 1991–1993: Kacze opowieści (pierwsza wersja dubbingowa)
- 1992: Mahabharata
- 1995: Babar – André (odc. 8)
- 1995: Noddy – misia Tessie
- 1997–1998: Bodzio – mały helikopter
- 1997–1999: Pinky i Mózg –
  - mały myszołop (odc. 28b),
  - Dawn (odc. 38),
  - prezenterka (odc. 40a),
  - jedno z dzieci (odc. 43),
  - Claire (odc. 52a),
  - Kathy (odc. 53),
  - Sheila (Billie) (odc. 54),
  - mama blondwłosej dziewczynki (odc. 64)
- 1998: Kundle i reszta – Maria Teresa (odc. 5)
- 1998: Traszka Neda – Sharon „Mama” Flemkin
- 2000: Yabba Dabba Do! (druga wersja dubbingowa)
- 2000: Rodzina piratów – Penelopa
- 2004–2006: Kaczor Dodgers – Marsjańska Królowa
- 2006–2007: Stanley
- 2007: Amerykański smok Jake Long – Wróżka Zębuszka (odc. 5, 14)